# Babcię przejechały renifery
Babcię przejechały renifery lub Świąteczna przygoda z saniami Świętego Mikołaja (ang. Grandma Got Run Over by a Reindeer) – amerykański film animowany, emitowany corocznie w grudniu w czasie świątecznego Kina Cartoon Network. Film miał premierę w Polsce w sobotę, 20 grudnia 2003 roku o godz. 18:00 w Cartoon Network (Polska).

## Wersja polska
Opracowanie i udźwiękowienie wersji polskiej: Studio Sonica

Dialogi polskie: Dariusz Dunowski

Reżyseria: Olga Sawicka

Dźwięk i montaż: Ilona Czech

Organizacja produkcji: Elżbieta Kręciejewska

Występują:
- Mirosława Krajewska – babcia
- Jan Bogusławski – młody Jake Spankenheimer
- Marek Obertyn – święty Mikołaj
- Dorota Chotecka – kuzynka Mel
- Jacek Rozenek – Austin Bucks

oraz:
- Jarosław Boberek – Quincy
- Anna Apostolakis
- Krzysztof Szczerbiński – Hartung
- Wojciech Duryasz – dziadek
- Beata Kawka – Melania Chłam
- Jan Aleksandrowicz
- Marek Włodarczyk – starszy Jake Spankenheimer (narrator)
- Krzysztof Stelmaszyk – Frank Spankenheimer
- Jerzy Mazur – przysięgły

Kierownictwo muzyczne: Tadeusz Wacławski

Teksty piosenek: Jan Kazimierz Siwek

Śpiewają: Dorota Chotecka, Beata Kawka i Krzysztof Pietrzak
Lektor: Krzysztof Kołbasiuk